# День пограничника

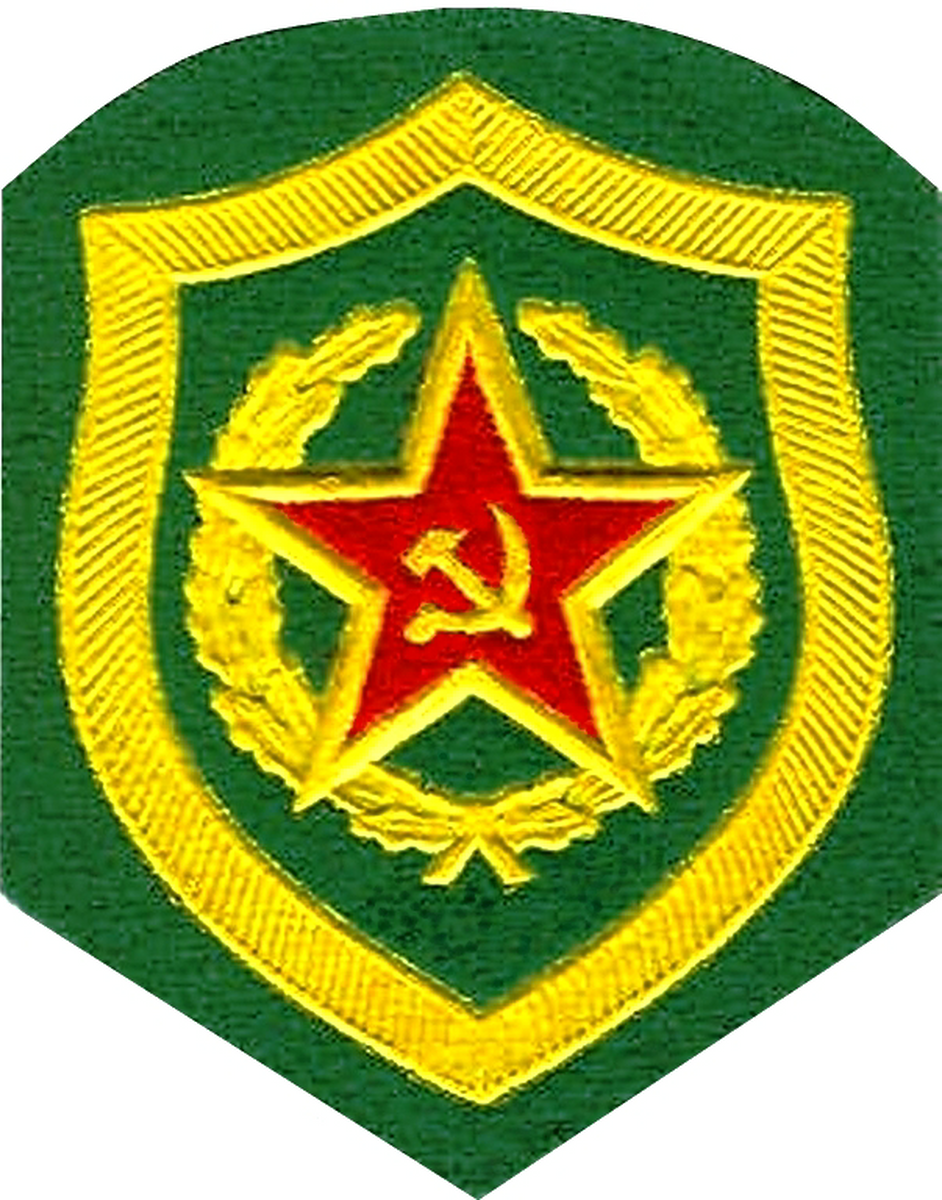
Нарукавный знак (нашивка) Пограничных войск КГБ СССР.

День пограни́чника — профессиональный праздник личного состава пограничных войск КГБ СССР и пограничной службы ФСБ России.
Отмечается ежегодно 28 мая. Эта традиция по сей день поддерживается и в некоторых странах СНГ.

## История
Декретом Совнаркома, от 28 мая 1918 года, была учреждена пограничная охрана РСФСР. Немногим ранее — 30 марта 1918 года, было создано Главное управление пограничной охраны при Наркомате финансов РСФСР, в которое почти в полном составе перешли офицеры бывшего управления Отдельного корпуса пограничной стражи, ранее охранявшего рубежи Российской империи. 1 февраля 1919 года, в соответствии с распоряжением Реввоенсовета Республики (РВСР), пограничная охрана была преобразована в пограничные войска РСФСР. С 24 ноября 1920 года вновь была образована пограничная охрана в составе Особого отдела ВЧК при СНК РСФСР. 27 сентября 1922 года был сформирован Отдельный пограничный корпус (ОПК) в составе войск ГПУ НКВД РСФСР (после 15 ноября 1923 года — войск ОГПУ при СНК СССР). С июля 1934 года руководство пограничными войсковыми формированиями осуществляло Главное управление пограничной и внутренней охраны НКВД СССР. Начиная с 1937 года вновь стал применяться термин пограничные войска. Руководство пограничными войсками стало осуществлять Главное управление пограничных и внутренних войск НКВД СССР. 28 марта 1957 года пограничные войска вошли в состав Комитета государственной безопасности при Совете министров СССР (КГБ СМ СССР). Было создано Главное управление пограничных войск КГБ СССР. 5 июля 1978 года КГБ СМ СССР преобразован в самостоятельный государственный комитет — Комитет государственной безопасности СССР (КГБ СССР). 12 июня 1992 года были созданы пограничные войска в составе Министерства безопасности Российской Федерации. Правопреемником этих структур стала Федеральная пограничная служба России (ФПС России), созданная указом президента России 30 декабря 1993 года. С 1 июля 2003 года ФПС России перешла в ведение ФСБ РФ и стала называться «Пограничная служба Федеральной службы безопасности Российской Федерации».
День пограничника празднуется ежегодно 28 мая, начиная с 1958 года, когда постановлением Совета министров СССР было учреждено празднование этого профессионального праздника.
В настоящее время празднование направлено на демонстрацию слаженности в работе, боевой мощи пограничных органов, а также на поднятие боевого духа офицеров, прапорщиков, мичманов, сержантов, старшин, рядовых солдат и матросов, несущих службу по охране государственной границы Российской Федерации на суше и на море.
В настоящее время День пограничника установлен в соответствии с указом Президента России от 23 мая 1994 года, «в целях возрождения исторических традиций России и её пограничных войск».
В соответствии с заложенными традициями, в «День пограничника» 28 мая, действующие служащие пограничных органов устраивают показательные выступления, демонстрируя свой высокий уровень подготовки, а также готовность к защите рубежей Родины в любой момент, в любых климатических и погодных условиях. Военнослужащие пограничных войск и служащие пограничных органов, находящиеся в запасе и находящиеся в отставке, проводят традиционные торжественные шествия по главным улицам населённых пунктов, возлагают цветы к воинским памятникам, в том числе к Могиле неизвестного солдата, в знак глубокого уважения к мужественным и сильным духом защитникам Отечества, устраивают показательные выступления, направленные на повышение уровня патриотического воспитания среди молодёжи.

## День пограничника на постсоветском пространстве
Ряд республик бывшего Союза ССР после обретения независимости сохранили и продолжают отмечать этот праздник, приблизив контекст к национальному празднованию памятной даты. Так, в Белоруссии, Киргизии (см. ниже), Таджикистане день пограничника отмечают 28 мая, как и в Российской Федерации.
В Киргизии День пограничника отмечается 28 мая с 1999 до 2003 и с 2006 года. С 2003 по 2005 годы День пограничника в Киргизии отмечался 29 октября.
На Украине День пограничника, начиная с 2018 года, отмечают 30 апреля. До 2018 года День пограничника отмечался 28 мая.
В Туркменистане День пограничника отмечают 11 августа, поскольку в этот день в 1992 году была создана Государственная пограничная служба Туркменистана.
В Казахстане День пограничника отмечают 18 августа, поскольку в этот день в 1992 году была созданы пограничные войска Республики Казахстан.
В Узбекистане День пограничника отмечают 24 марта, так как 24 марта 1992 года были созданы подразделения пограничных войск Республики Узбекистан.
В Латвии День пограничника отмечают 7 ноября, начиная с 2015 года.
В Молдове День пограничников отмечают 10 июня, начиная с 1995 года.
В Азербайджане День пограничника отмечают 18 августа, так как именно 18 августа 1919 года парламентом Азербайджанской Демократической Республики был подписан указ «Об охране государственной границы Азербайджанской Республики» и закон о создании пограничной таможенной охраны в Азербайджанской республике. В I главе закона, состоявшего из 8 статей, говорилось: «Создать 99 пограничных постов в составе 992 пограничников на протяжении всей границы Азербайджана согласно дополнительным пунктам дислокации с целью охраны границ Азербайджанской республики от незаконной торговли и борьбы с контрабандой». В 2000 году президент Азербайджана Гейдар Алиев объявил 18 августа днём профессионального праздника пограничников.